# Papúa Nueva Guinea en los Juegos Olímpicos de Seúl 1988
Papúa Nueva Guinea estuvo representada en los Juegos Olímpicos de Seúl 1988 por un total de 11 deportistas, 9 hombres y 2 mujeres, que compitieron en 4 deportes.
El portador de la bandera en la ceremonia de apertura fue el halterófilo Pinye Malaibi. El equipo olímpico papú no obtuvo ninguna medalla en estos Juegos.